# 胡佛 (印第安納州)
胡佛（英語：Hoover）是位於美國印地安納州卡斯縣的一個非建制地區。該地的面積和人口皆未知。

## 地理
胡佛的座標為40°48′32″N 86°12′02″W / 40.80889°N 86.20056°W，而該地的平均海拔高度為208米（即682英尺）。